# Global Aviation
Global Aviation is een Libische luchtvrachtmaatschappij met haar thuisbasis in Tripoli.

## Geschiedenis
Global Aviation is opgericht in 2006.

## Diensten
Global Aviation voert lijnvluchten uit naar: (juni 2007)
- Benghazi, Dubai, Istanbul, Tripoli.

## Vloot
De vloot van Global Aviation bestaat uit: (juni 2007)
- 1 Ilyushin Il-76TD